# Juurikkajärvi (sjö i Kuhmo, Kajanaland, Finland)
Juurikkajärvi eller Juurikkojärvi är en sjö i Finland. Den ligger i kommunen Kuhmo i landskapet Kajanaland, i den centrala delen av landet, 500 km norr om huvudstaden Helsingfors. Juurikkajärvi ligger 187,4 meter över havet. Den ligger vid sjön Vuosanganjärvi. Den är 10 meter djup. Arean är 54,9 hektar och strandlinjen är 5,48 kilometer lång. Sjön  ingår i Uleälvens huvudavrinningsområde. 